# Riley McGree
Riley McGree (Gawler, 1998. november 2. –) ausztrál válogatott labdarúgó, az angol Middlesbrough középpályása.

## Pályafutása

### Klubcsapatokban
McGree az ausztráliai Gawler városában született. Az ifjúsági pályafutását a Gawler Eagles és a FFSA NTC csapatában kezdte, majd az Adelaida United akadémiájánál folytatta.
2016-ban mutatkozott be az Adelaida United első osztályban szereplő felnőtt keretében. 2017-ben a belga Club Brugge szerződtette. A 2017–18-as szezon második felében a Newcastle Jets, míg a 2018–19-es szezonban a Melbourne City csapatát erősítette kölcsönben. 2019-ben visszatért az Adelaide Unitedhez. 2020-ban az amerikai Charlotte-hoz igazolt. 2020 és 2021 között az angol Birmingham City-nél szerepelt kölcsönben. 2022. január 14-én 3½ éves szerződést kötött az angol másodosztályban érdekelt Middlesbrough együttesével. Először a 2022. február 12-ei, Derby County ellen 4–1-re megnyert mérkőzés 66. percében, Matt Crooks cseréjeként lépett pályára. Első gólját 2022. április 23-án, a Swansea City ellen idegenben 1–1-es döntetlennel zárult találkozón szerezte meg.

### A válogatottban
McGree az U23-as korosztályú válogatottban képviselte Ausztráliát. Tagja volt a 2020-as tokiói olimpiára küldött nemzeti keretnek is.
2021-ben debütált a felnőtt válogatottban. Először a 2021. június 3-ai, Kuvait ellen 3–0-ra megnyert mérkőzés 83. percében, Ajdin Hrusticot váltva lépett pályára. Első gólját 2022. január 27-én, Vietnám ellen 4–0-ás győzelemmel zárult VB-selejtezőn szerezte meg.

## Statisztikák
2023. május 17. szerint
| Klub                         | Szezon   | Osztály      | Bajnokság | Bajnokság | Kupa  | Kupa | Nemzetközi | Nemzetközi | Összesen | Összesen |
| Klub                         | Szezon   | Osztály      | Meccs     | Gól       | Meccs | Gól  | Meccs      | Gól        | Meccs    | Gól      |
| ---------------------------- | -------- | ------------ | --------- | --------- | ----- | ---- | ---------- | ---------- | -------- | -------- |
| Adelaide United              | 2015–16  | A-League     | 1         | 0         | 0     | 0    | —          | —          | 1        | 0        |
| Adelaide United              | 2016–17  | A-League     | 16        | 1         | 0     | 0    | 5          | 1          | 21       | 2        |
| Adelaide United              | Összesen | Összesen     | 17        | 1         | 0     | 0    | 5          | 1          | 22       | 2        |
| Newcastle Jets (kölcsönben)  | 2017–18  | A-League     | 12        | 5         | 0     | 0    | —          | —          | 12       | 5        |
| Melbourne City (kölcsönben)  | 2018–19  | A-League     | 27        | 7         | 3     | 1    | —          | —          | 30       | 8        |
| Adelaide United              | 2019–20  | A-League     | 23        | 10        | 5     | 3    | —          | —          | 28       | 13       |
| Birmingham City (kölcsönben) | 2020–21  | Championship | 15        | 1         | 0     | 0    | —          | —          | 15       | 1        |
| Birmingham City (kölcsönben) | 2021–22  | Championship | 13        | 2         | 2     | 0    | —          | —          | 15       | 2        |
| Birmingham City (kölcsönben) | Összesen | Összesen     | 28        | 3         | 2     | 0    | 0          | 0          | 30       | 3        |
| Middlesbrough                | 2021–22  | Championship | 11        | 2         | 0     | 0    | —          | —          | 11       | 2        |
| Middlesbrough                | 2022–23  | Championship | 45        | 6         | 1     | 0    | —          | —          | 46       | 6        |
| Middlesbrough                | Összesen | Összesen     | 56        | 8         | 1     | 0    | 0          | 0          | 57       | 8        |
| Összesen                     | Összesen | Összesen     | 163       | 34        | 11    | 4    | 5          | 1          | 179      | 39       |

### A válogatottban
| Válogatott | Év       | Pályára lépés | Gól |
| ---------- | -------- | ------------- | --- |
| Ausztrália | 2021     | 7             | 0   |
| Ausztrália | 2022     | 8             | 1   |
| Ausztrália | 2023     | 2             | 0   |
| Összesen   | Összesen | 17            | 1   |

#### Góljai a válogatottban
| # | Időpont          | Helyszín                                             | Ellenfél | Gólok | Eredmény | Kiírás               |
| - | ---------------- | ---------------------------------------------------- | -------- | ----- | -------- | -------------------- |
| 1 | 2022. január 27. | Melbourne Rectangular Stadion, Melbourne, Ausztrália | Vietnám  | 4–0   | 4–0      | 2022-es VB-selejtező |

## Sikerei, díjai
Adelaide United
- A-League
  - Bajnok (1): 2015–16
- Ausztrál Kupa
  - Győztes (1): 2019